# Dasyatis
A Dasyatis a porcos halak (Chondrichthyes) osztályának sasrájaalakúak (Myliobatiformes) rendjébe, ezen belül a tüskésrájafélék (Dasyatidae) családjába tartozó nem.

## Előfordulásuk
A Dasyatis porcoshal-nem fajai az egész világ trópusi és mérsékelt övi tengereiben, a közép-európai partokon, északon Dél-Skandináviáig megtalálhatók. E rája fajok általában nem veszélyeztetettek, habár táplálékuk főleg kagylókból áll, amelyekre erősen hatnak a környezeti szennyeződések.

## Megjelenésük
Az állatok testhossza akár 4,3 méter is lehet, úszófesztávolságuk fajtól függően 60 centimétertől 400 centiméteresig. Testtömegük 750 grammtól 340 kilogrammig terjed. Mint ahogy a családnév is mutatja, a Dasyatis-fajok is tüskével rendelkeznek. Az állatok tüskéje mérges, és a hosszú, ostorszerű farkukon ül. Ha a rájákat bármi megzavarja, farkukkal csapdosni kezdenek és tüskéjük működésbe lendül. A farok és a tüske együtt kitűnő fegyvert képez, amellyel a ráják már súlyos sebeket is ejtettek gyanútlan úszókon, sőt a halálukat is okozták. A tüske fajtól függően eltérő méretű. Egyes fajoknál akár 42 centiméter hosszú is lehet. A tüske alul barázdált, belsejében mérget kiválasztó szövettel.

## Életmódjuk
A Dasyatis-fajok magányos lények, és a tengerfenéken élnek. Táplálékuk puhatestűek, rákok és halak.

## Szaporodásuk
Az ívási időszak általában tavasszal van. Az utódok az anyaállat testében fejlődnek ki. A kifejlődéshez fajtól függően 4 hónap és 1 év között kell, hogy elteljen. A nőstény 2-9 utódot hoz a világra.

## Rendszerezés
A nembe az alábbi 7-12 élő faj tartozik (korábban 41 faj is ide volt sorolva, azonban az újabb kutatások szerint, manapság már csak az alábbiak tartoznak ide; a közeljövőben ez a lista talán még rövidebb lesz):
- Dasyatis brevis (Garman, 1880) - meglehet, hogy a Hypanus dipterurus szinonimája
- Dasyatis chrysonota (Smith, 1828)
- Dasyatis gigantea (Lindberg, 1930) - meglehet, hogy a Hemitrygon akajei szinonimája
- Dasyatis hastata (DeKay, 1842)
- Dasyatis hypostigma Santos & Carvalho, 2004
- Dasyatis marmorata (Steindachner, 1892)
- Dasyatis matsubarai Miyosi, 1939 - meglehet, hogy a Bathytoshia brevicaudata szinonimája
- Dasyatis multispinosa (Tokarev, 1959)
- közönséges mérgesrája (Dasyatis pastinaca) (Linnaeus, 1758) - típusfaj
- Dasyatis thetidis Ogilby, 1899 - meglehet, hogy a Bathytoshia lata szinonimája
- Dasyatis tortonesei Capapé, 1975
- Dasyatis ushiei (Jordan & Hubbs, 1925) - meglehet, hogy a Bathytoshia lata szinonimája